# Herculano Pombo
Herculano da Silva Pombo Marques Sequeira foi deputado pelo Partido Ecologista "Os Verdes" na V Legislatura.
Abandonou os Verdes no inicio da década de 1990.